# Magdalena Sędziak
Magdalena Sędziak (née le 17 mai 1976 à Łódź) est une pentathlonienne polonaise, championne du monde.

## Biographie
Dans les années 1983-1991 elle pratique la natation à Delfin Łódź, en 1991 elle se lance vers le pentathlon à Legia Varsovie. Le plus grand succès de sa carrière est le championnat du monde en relais en 2004 à Moscou.

## Palmarès

### Championnats du monde
- 2004 à Moscou,  Russie
  -  Médaille d'or en relais

### Championnats d'Europe
- 2002 à Usti nad Labem,  République tchèque
  -  Médaille de bronze en équipe
- 2003 à Usti nad Labem,  République tchèque
  -  Médaille d'argent en équipe
- 2004 à Albena,  Bulgarie
  -  Médaille de bronze en équipe

### Championnats de Pologne
- 2001  Médaille de bronze
- 2002  Médaille d'argent
- 2003  Médaille de bronze
- 2004  Médaille de bronze
- 2005  Médaille d'argent